# 坦恩
坦恩（法語：Thann，法語發音：[tan] ⓘ），法国东北部城市，大东部大区上莱茵省的一个市镇，同时也是该省的一个副省会，下辖坦恩-盖布维莱尔区，其市镇面积为12.51平方公里，2022年1月1日时人口数量为7,769人，在法国城市中排名第1,358位。
坦恩位于上莱茵省西南部，孚日山东南部边缘，蒂尔河峪口处，是一个区域性的中心城市，也是米卢斯的一个卫星城，通过轻轨-火车系统及快速公路连接米卢斯市区。

## 地名
“Thann”一名可能转写自德语“Tannenbaum”，意为“松树”。
坦恩历史上曾通行阿尔萨斯语，“Thann”在阿尔萨斯语维基百科中对应条目的拼写为“Dànn”。

## 历史

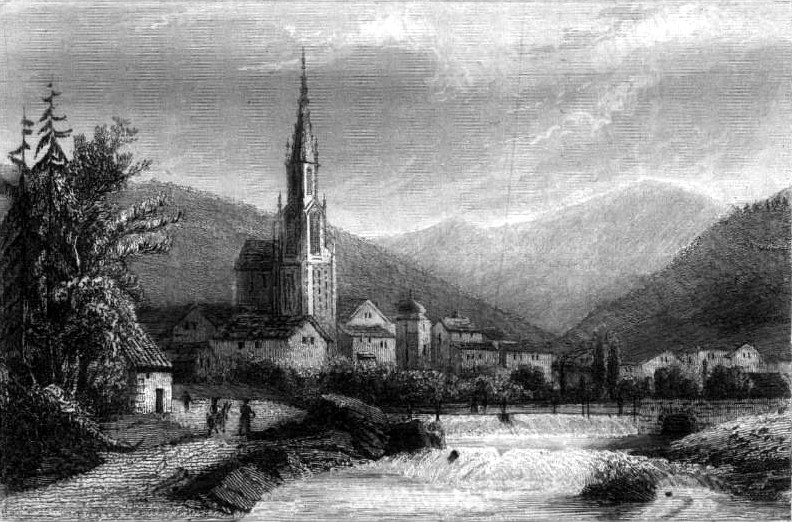
19世纪初的坦恩

坦恩的城市起源尚不清楚，根据当地民间传说，坦恩的起源与古比奥主教乌巴尔德的侍从有关，乌尔巴德生前曾遗言其逝世后将手镯赠予侍从。1161年5月16日乌巴尔德逝世后，其侍从携带着他的手镯返回其位于低地国的故乡，并于同年7月1日晚停留于坦恩的一颗松树旁，到次日醒来时他却发现手镯无法从松树上解锁，此时，一道闪电从天而降，轻松的劈开了松树。这一幕正好被当地领主费雷特的恩格尔哈特（Engelhart de Ferrette）目睹。闪电开锁事件被认为是乌巴尔德的神意，此后当地兴建了圣蒂耶博大教堂以纪念乌巴尔德，该建筑于1324年竣工。中世纪末，坦恩成为上阿尔萨斯伯国的一部分，成为控制蒂尔河谷商路的重要关隘。三十年战争期间，坦恩遭到严重破坏，当地的教堂及城堡被毁，其城堡的残余主体部分为一处圆环，被称为“巫女之眼”（Œil de la Sorcière）。1648年《威斯特伐利亚和约》签订后，上阿尔萨斯地区被划归法兰西王国。在路易十四的支持下，当地领主获得伯爵爵位。法国大革命后，坦恩成为上莱茵省的一个市镇，隶属于贝尔福区。19世纪初，蒂尔河谷发现煤炭资源并很快得到开采。1839年，连接坦恩和米卢斯之间的铁路建成通车，该铁路于1863年延伸至蒂尔河谷上游的韦瑟兰。普法战争期间，坦恩遭到重创，当地的城墙、城门及教会等设施被摧毁。战争结束后，坦恩及其所处的贝尔福东部地区连同阿尔萨斯-洛林一同被划入德意志帝国，并被设立为坦恩县。其间，有大量坦恩居民离开坦恩前往法国内陆地区。1915年，法军夺回坦恩，该地后成为阿特曼斯维莱尔山战场的法军补给站。一战结束后，阿尔萨斯-洛林地区根据《凡尔赛条约》重归法国，坦恩被设立为上莱茵省的一个副省会，原县域被改制为区。第二次世界大战期间，坦恩出现了多个抵抗运动组织。2011年，连接米卢斯和坦恩之间的轻轨-火车建成通车。2015年3月，坦恩区与盖布维莱尔区合并成为坦恩-盖布维莱尔区，坦恩成为该区的首府。
在地方文化研究方面，当地地方史爱好者于1918年创建了“坦恩之友”文化联盟（Les Amis de Thann），并于1985年建成了一家历史博物馆。

## 地理

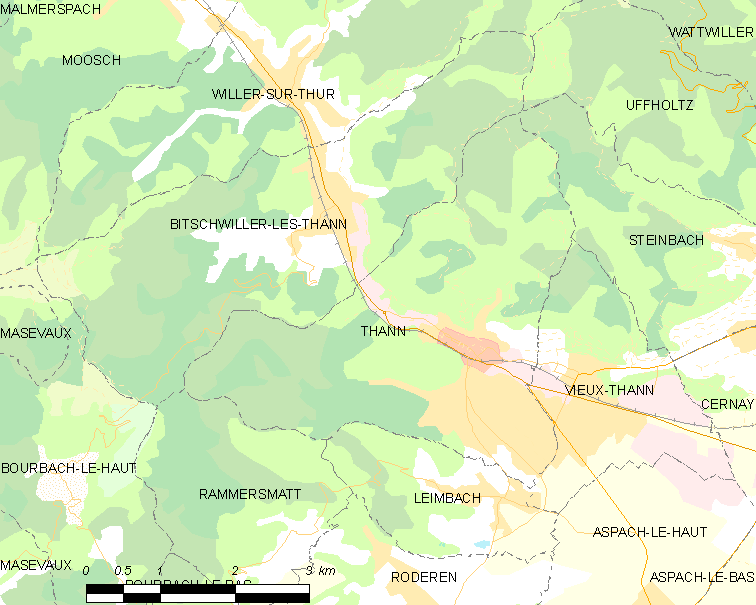
坦恩市镇范围地图

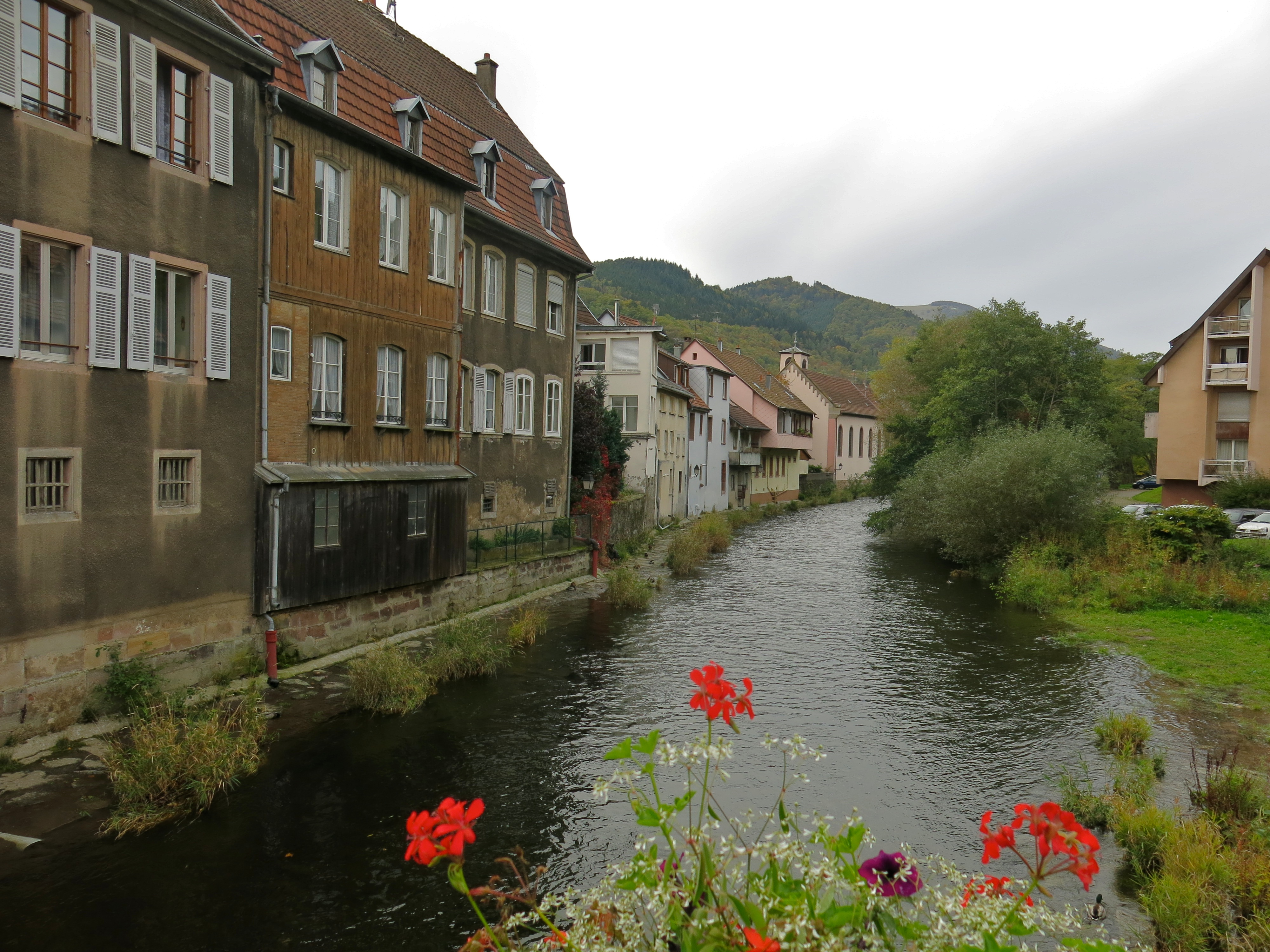
坦恩境内的蒂尔河

坦恩位于法国东北部，大东部大区东南部和上莱茵省西南部，距离省会科尔马大约45公里。与坦恩接壤的市镇包括：戈尔德巴克-阿尔滕巴克、什泰因巴克、比奇维莱尔莱坦恩、旧坦恩、拉默斯马特和莱姆巴克。

### 地形
坦恩位于孚日山东南侧腹地，境内以山地和平原为主，市镇中心地势较为平坦，西、南、北三侧为山地，全境海拔在328到922米之间。

### 地质
坦恩地处下孚日-斯特凡矿区，当地的煤炭资源在工业革命期间曾大量开采，现境内所有煤矿均已关闭。

### 水文
坦恩位于莱茵河流域范围内，蒂尔河自西北向东南流经境内，该河中上游部分河段土质不稳定，常有滑坡和泥石流发生。

### 植被
坦恩属于温带阔叶混交林区，林地广泛分布于河流及山地地区，部分缓丘地带开辟有葡萄酒种植园。
在鲜花城市的评比中，坦恩被评为3星级鲜花城市。

### 气候
坦恩在柯本气候分类法中属于带有大陆性特征的温带海洋性气候（Cfb）。
距离坦恩最近的常年气象站位于比奇维莱尔莱坦恩境内，以下为该气象站的数据（其中日照数据取自马耶奈姆气象站）：
| 比奇维莱尔莱坦恩 1981年－2019年 | 比奇维莱尔莱坦恩 1981年－2019年 | 比奇维莱尔莱坦恩 1981年－2019年 | 比奇维莱尔莱坦恩 1981年－2019年 | 比奇维莱尔莱坦恩 1981年－2019年 | 比奇维莱尔莱坦恩 1981年－2019年 | 比奇维莱尔莱坦恩 1981年－2019年 | 比奇维莱尔莱坦恩 1981年－2019年 | 比奇维莱尔莱坦恩 1981年－2019年 | 比奇维莱尔莱坦恩 1981年－2019年 | 比奇维莱尔莱坦恩 1981年－2019年 | 比奇维莱尔莱坦恩 1981年－2019年 | 比奇维莱尔莱坦恩 1981年－2019年 | 比奇维莱尔莱坦恩 1981年－2019年 |
| 月份                            | 1月                             | 2月                             | 3月                             | 4月                             | 5月                             | 6月                             | 7月                             | 8月                             | 9月                             | 10月                            | 11月                            | 12月                            | 全年                            |
| ------------------------------- | ------------------------------- | ------------------------------- | ------------------------------- | ------------------------------- | ------------------------------- | ------------------------------- | ------------------------------- | ------------------------------- | ------------------------------- | ------------------------------- | ------------------------------- | ------------------------------- | ------------------------------- |
| 历史最高温 °C（°F）             | 16.4 (61.5)                     | 20.2 (68.4)                     | 24.5 (76.1)                     | 29.8 (85.6)                     | 33.5 (92.3)                     | 35.4 (95.7)                     | 37.6 (99.7)                     | 38.9 (102.0)                    | 32.2 (90.0)                     | 29 (84)                         | 22.2 (72.0)                     | 20.5 (68.9)                     | 38.9 (102.0)                    |
| 平均高温 °C（°F）               | 4.5 (40.1)                      | 6.6 (43.9)                      | 10.6 (51.1)                     | 14.9 (58.8)                     | 19.5 (67.1)                     | 22.8 (73.0)                     | 25 (77)                         | 24.5 (76.1)                     | 20.1 (68.2)                     | 15.1 (59.2)                     | 8.4 (47.1)                      | 4.8 (40.6)                      | 14.7 (58.5)                     |
| 日均气温 °C（°F）               | 1.3 (34.3)                      | 2.5 (36.5)                      | 5.5 (41.9)                      | 8.9 (48.0)                      | 13.3 (55.9)                     | 16.3 (61.3)                     | 18.3 (64.9)                     | 17.9 (64.2)                     | 14.2 (57.6)                     | 10.4 (50.7)                     | 4.9 (40.8)                      | 1.9 (35.4)                      | 9.6 (49.3)                      |
| 平均低温 °C（°F）               | −2 (28)                         | −1.6 (29.1)                     | 0.5 (32.9)                      | 2.9 (37.2)                      | 7 (45)                          | 9.7 (49.5)                      | 11.7 (53.1)                     | 11.3 (52.3)                     | 8.4 (47.1)                      | 5.6 (42.1)                      | 1.3 (34.3)                      | −1 (30)                         | 4.5 (40.1)                      |
| 历史最低温 °C（°F）             | −19.5 (−3.1)                    | −18 (0)                         | −18.1 (−0.6)                    | −7.1 (19.2)                     | −2.2 (28.0)                     | 0.3 (32.5)                      | 3.2 (37.8)                      | 1.5 (34.7)                      | −1 (30)                         | −6.2 (20.8)                     | −13.7 (7.3)                     | −19.4 (−2.9)                    | −19.5 (−3.1)                    |
| 平均降水量 mm（）               | 151.2 (5.95)                    | 125.4 (4.94)                    | 117.8 (4.64)                    | 82.2 (3.24)                     | 99.2 (3.91)                     | 92.8 (3.65)                     | 91.5 (3.60)                     | 85 (3.3)                        | 88.1 (3.47)                     | 126.7 (4.99)                    | 112.6 (4.43)                    | 160.6 (6.32)                    | 1,333.1 (52.48)                 |
| 月均日照時數                    | 71.8                            | 97                              | 144.7                           | 180.2                           | 201.5                           | 225.5                           | 239.2                           | 223.6                           | 170.7                           | 116.9                           | 70.5                            | 57.5                            | 1,799.1                         |
| 来源：infoclimat.fr             |                                 |                                 |                                 |                                 |                                 |                                 |                                 |                                 |                                 |                                 |                                 |                                 |                                 |

## 行政区划
坦恩的市镇编号为68334，邮政编号为68800。
在行政管理方面，坦恩隶属于法国大东部大区上莱茵省，同时也是该省的一个副省会，下辖坦恩-盖布维莱尔区；在地方选举方面，坦恩隶属于塞尔奈县，其市镇范围全境被划入上莱茵省第四选区；在社会管理方面，坦恩是坦恩-塞尔奈市镇公共社区的组成部分。
截至2023年7月，坦恩市镇范围内暂无任何城市敏感街区及城市政策优先街区。
法国国家统计与经济研究所（简称）在进行数据统计时，将坦恩及相邻的另外8个市镇设为坦恩-塞尔奈城市核心区及坦恩-塞尔奈城市区。自2020年起，坦恩-塞尔奈城市区被撤销，坦恩被划入包含132个市镇的米卢斯城市辐射区。此外，还将坦恩市镇分为了4个“块区”（IRIS），以便于统计人口分布情况。

## 交通

### 公路
法国国道N66线和多条上莱茵省省道在坦恩境内交汇。大东部大区下属的城际客运提供城际巴士线路，可前往米卢斯、塞尔奈、下比诺普特、马斯沃-尼德布吕克等地。
| 15 | 11 |

| 16 | 16 |

| 科尔马 | 46 |

| 塞尔奈 | 7.5 |

| 米卢斯 | 21 |

| 阿尔特基什 | 30 |

| 埃皮纳勒 | 86 |

| 圣阿马兰 | 9 |

2019年，70.4%的坦恩家庭拥有至少一辆私人汽车。2021年，坦恩境内共发生各类交通事故5起，造成5人受伤，其中2人重伤。

### 铁路

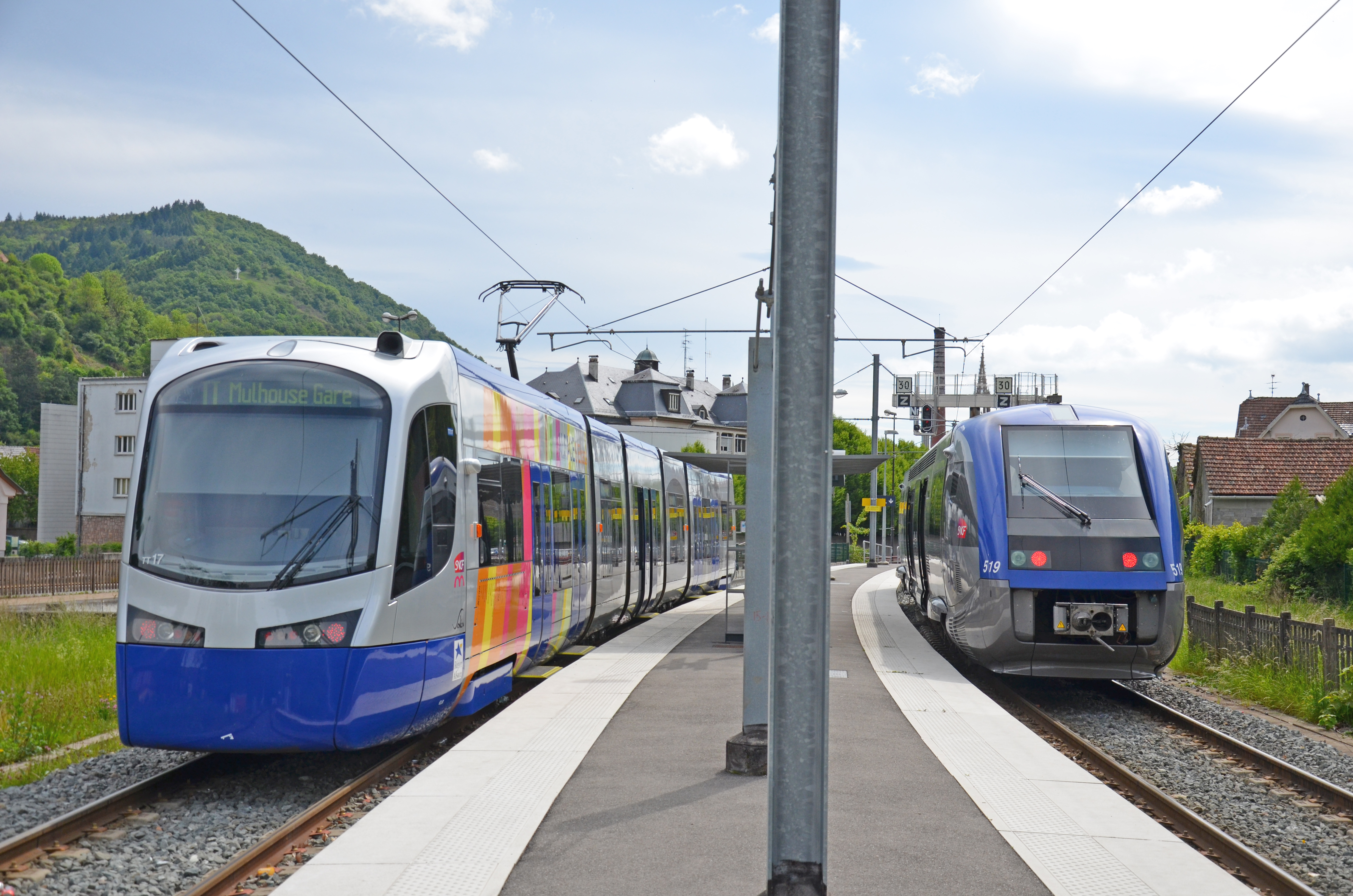
坦恩圣雅克火车站停靠的轻轨-火车（左）及区域列车（右）

坦恩位于吕特巴克—克吕特铁路上。坦恩市镇范围内共有三座铁路车站：坦恩站、坦恩中央站和坦恩圣雅克站，均停靠米卢斯郊区列车和往返于米卢斯和克吕特一线的区域列车。

### 航空
距离坦恩最近的民用航空站为48公里外的巴塞尔-米卢斯-弗赖堡欧洲机场。

### 城市公共交通
截至2023年7月，坦恩暂无城市公共交通系统。

## 政治

### 市政内阁

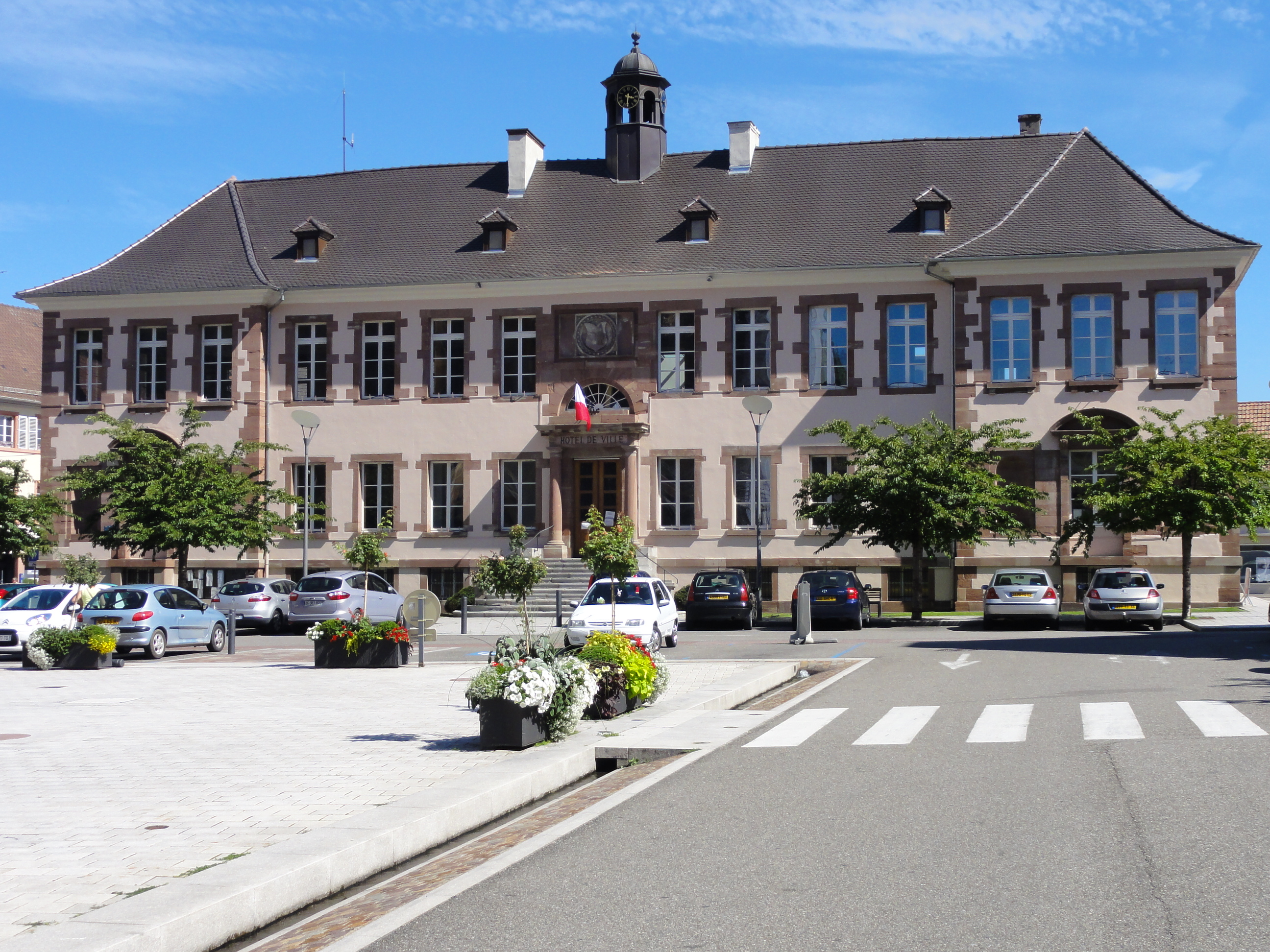
坦恩市政厅

坦恩的现任市长为吉尔贝·施特克尔先生（Gilbert STOECKEL），他是一名中间派，在2020年的市政选举中获得了58.29%的支持率。
| 坦恩历届市长   | 坦恩历届市长                                 | 坦恩历届市长                     |
| 任期           | 市长                                         | 党派                             |
| -------------- | -------------------------------------------- | -------------------------------- |
| 1944年－1945年 | François HEILIGENSTEIN 弗朗索瓦·海利根施泰因 | 不详                             |
| 1945年－1956年 | Modeste ZUSSY 莫德斯特·祖西                  | UNR新共和国联盟                  |
| 1956年－1989年 | Pierre SCHIELÉ 皮埃尔·席莱                   | UDF法国民主联盟 →CDS社会民主中心 |
| 1989年－2014年 | Jean-Pierre BAEUMLER 让-皮埃尔·博伊姆勒      | PS社会党                         |
| 2014年－2020年 | Romain LUTTRINGER 罗曼·卢特林格              | UDI民主人士和独立人士联盟        |
| 2020年－       | Gilbert STOECKEL 吉尔贝·施特克尔             | DVC混杂中间派                    |

### 各级选举
| 坦恩历届投票选举结果 | 坦恩历届投票选举结果 | 坦恩历届投票选举结果 | 坦恩历届投票选举结果 | 坦恩历届投票选举结果            | 坦恩历届投票选举结果 | 坦恩历届投票选举结果 | 坦恩历届投票选举结果            | 坦恩历届投票选举结果 | 坦恩历届投票选举结果 |
| 选举项目             | 选举范围             | 选区单位             | 选区单位内的选举结果 | 选区单位内的选举结果            | 选区单位内的选举结果 | 选区单位内的选举结果 | 选区单位内的选举结果            | 选区单位内的选举结果 | 参考资料             |
| 选举项目             | 选举范围             | 选区单位             | 第一轮胜出者         | 第一轮胜出者                    | 支持率               | 第二轮胜出者         | 第二轮胜出者                    | 支持率               | 参考资料             |
| -------------------- | -------------------- | -------------------- | -------------------- | ------------------------------- | -------------------- | -------------------- | ------------------------------- | -------------------- | -------------------- |
| 2017年法國總統選舉   | 法國                 | 市镇                 |                      | 玛丽娜·勒庞                     | 24.81%               |                      | 埃马纽埃尔·马克龙               | 61.16%               | [ 30 ]               |
| 2017年法国立法选举   | 上莱茵省第四选区     | 市镇                 |                      | 奥雷莉·塔卡尔                   | 37.61%               |                      | 奥雷莉·塔卡尔                   | 54.34%               | [ 30 ]               |
| 2019年欧洲议会选举   | 法國                 | 市镇                 |                      | 若尔当·巴尔代拉                 | 25.85%               | （不适用）           | （不适用）                      | （不适用）           | [ 32 ]               |
| 2021年法国省级选举   | 上莱茵省             | 县                   |                      | 阿妮克·卢滕巴赫 拉斐尔·谢伦贝格 | 46.08%               |                      | 阿妮克·卢滕巴赫 拉斐尔·谢伦贝格 | 70.26%               | [ 33 ]               |
| 2021年法国省级选举   | 上莱茵省             | 市镇                 |                      | 阿妮克·卢滕巴赫 拉斐尔·谢伦贝格 | 41.92%               |                      | 阿妮克·卢滕巴赫 拉斐尔·谢伦贝格 | 71.62%               | [ 33 ]               |
| 2021年法国大区选举   | 大東部大區           | 市镇                 |                      | 让·罗特纳                       | 25.54%               |                      | 让·罗特纳                       | 36.84%               | [ 34 ]               |
| 2022年法国总统选举   | 法國                 | 市镇                 |                      | 玛丽娜·勒庞                     | 27.81%               |                      | 埃马纽埃尔·马克龙               | 53.42%               | [ 30 ]               |
| 2022年法国立法选举   | 上莱茵省第四选区     | 市镇                 |                      | 玛丽昂·威廉                     | 22.8%                |                      | 拉斐尔·谢伦贝格                 | 60.28%               | [ 30 ]               |

## 人口
2020年，坦恩市镇人口数量为7,784，在法国排名第1,358位。其中男性3,709人，女性4,058人，75岁及以上人口占9.7%，外籍人口数量为595人，人口密度为622人/平方公里，当地居民被称为（男性）或（女性）。2020年，坦恩境内出生60人，死亡人口116人。
| 坦恩1900年－2020年人口变化情况 |
|                                |
| 数据来源：Cassini、INSEE       |

## 经济

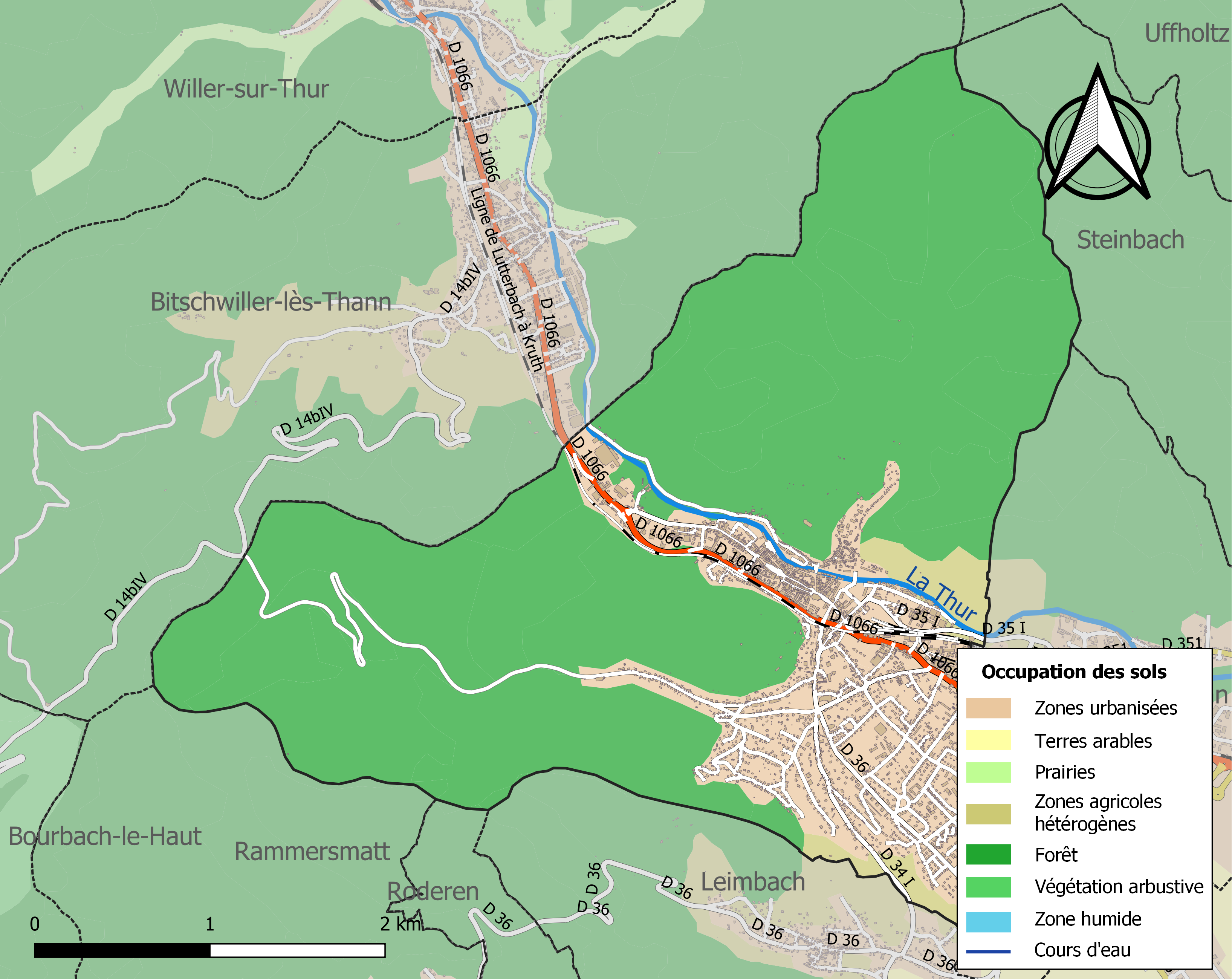
坦恩土地利用情况地图

坦恩是一个区域性的中心城市。截至2023年7月，坦恩市镇范围内共有各类用人单位（包含自雇）1,068家，平均历史为16年，其中98.66%为中小型企业（PME），2023年5月至7月间，当地的经济活力指数为-0.47%。（印染）、（化工）及（汽车销售）是当地2021年营业额最高的三个企业，分别为139,225,759欧元、113,304,865欧元和14,486,215欧元。

## 财政与居民收入
2021年，坦恩的财政收入总额为8,477,460欧元，财政支出总额为7,768,490欧元，当年的债务总额为5,461,540欧元。2021年，坦恩市镇通过增值税获得697,530欧元的收入，此外当地还共获得了540,000欧元的国家直接财政补助。
2019年，坦恩的人均月收入总额为2,126欧元，其中高级职员为3,738欧元，低于法国平均水平（4,230欧元）；中级职员为2,374欧元，低于法国平均水平（2,411欧元）；普通职员为1,681欧元，亦低于法国平均水平（1,740欧元）。
2019年，坦恩境内的贫困率为16%，青壮年（15至64岁）失业率为14.9%；当地44.8%的家庭拥有纳税资格，平均纳税3,244欧元，低于法国平均水平（4,393欧元）。

## 社会事务

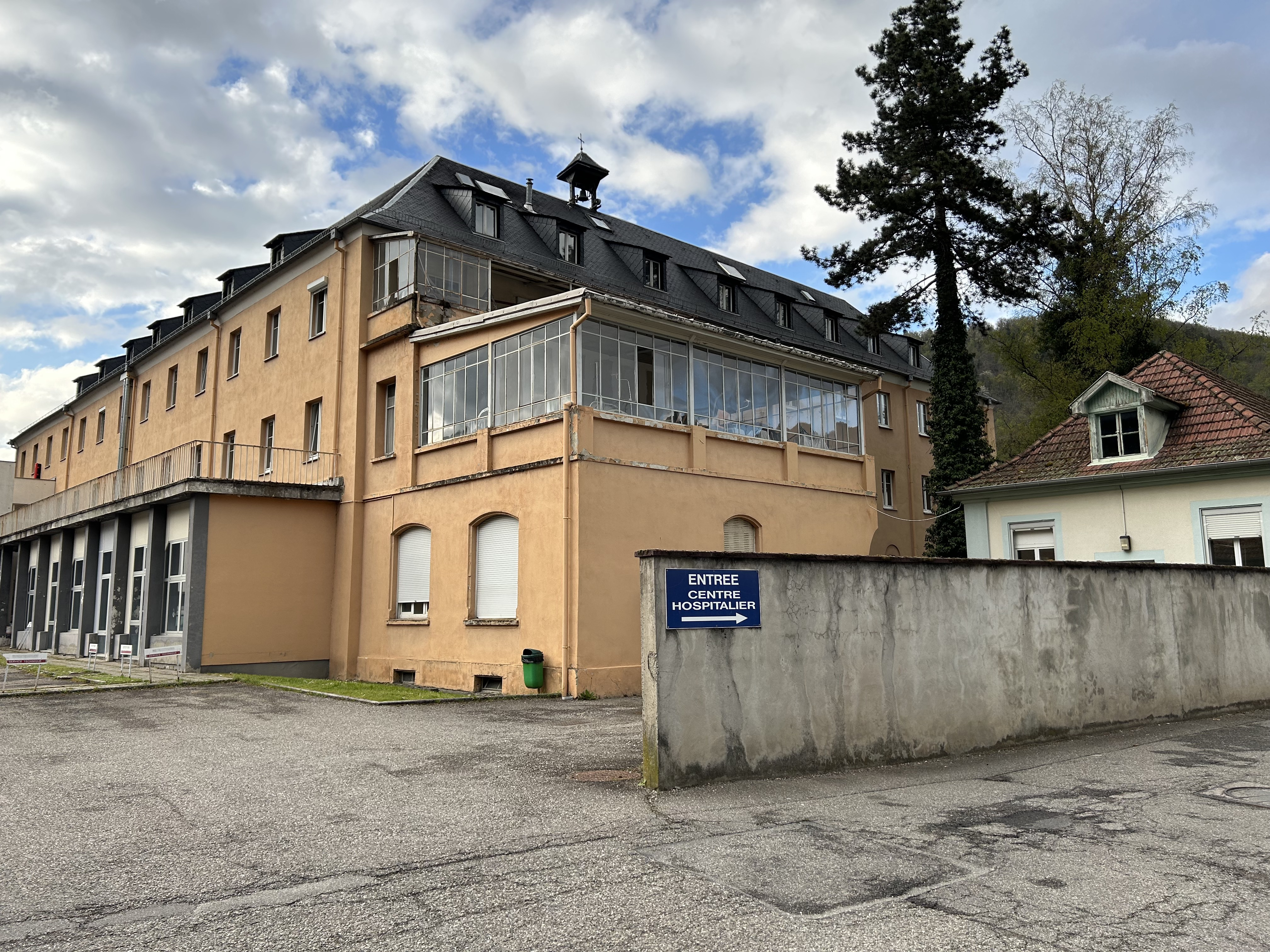
坦恩圣雅克医院

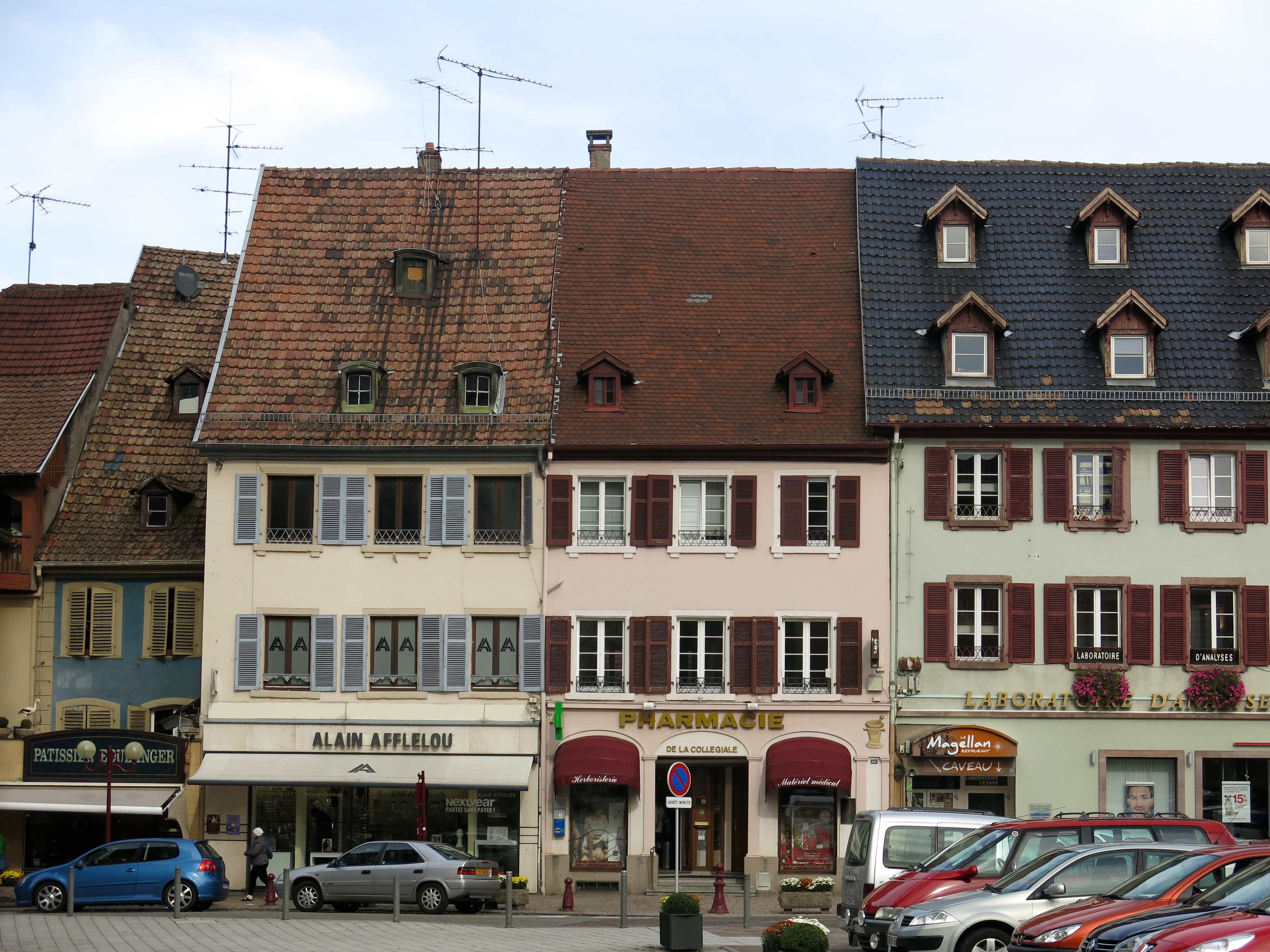
第一军街附近的商铺

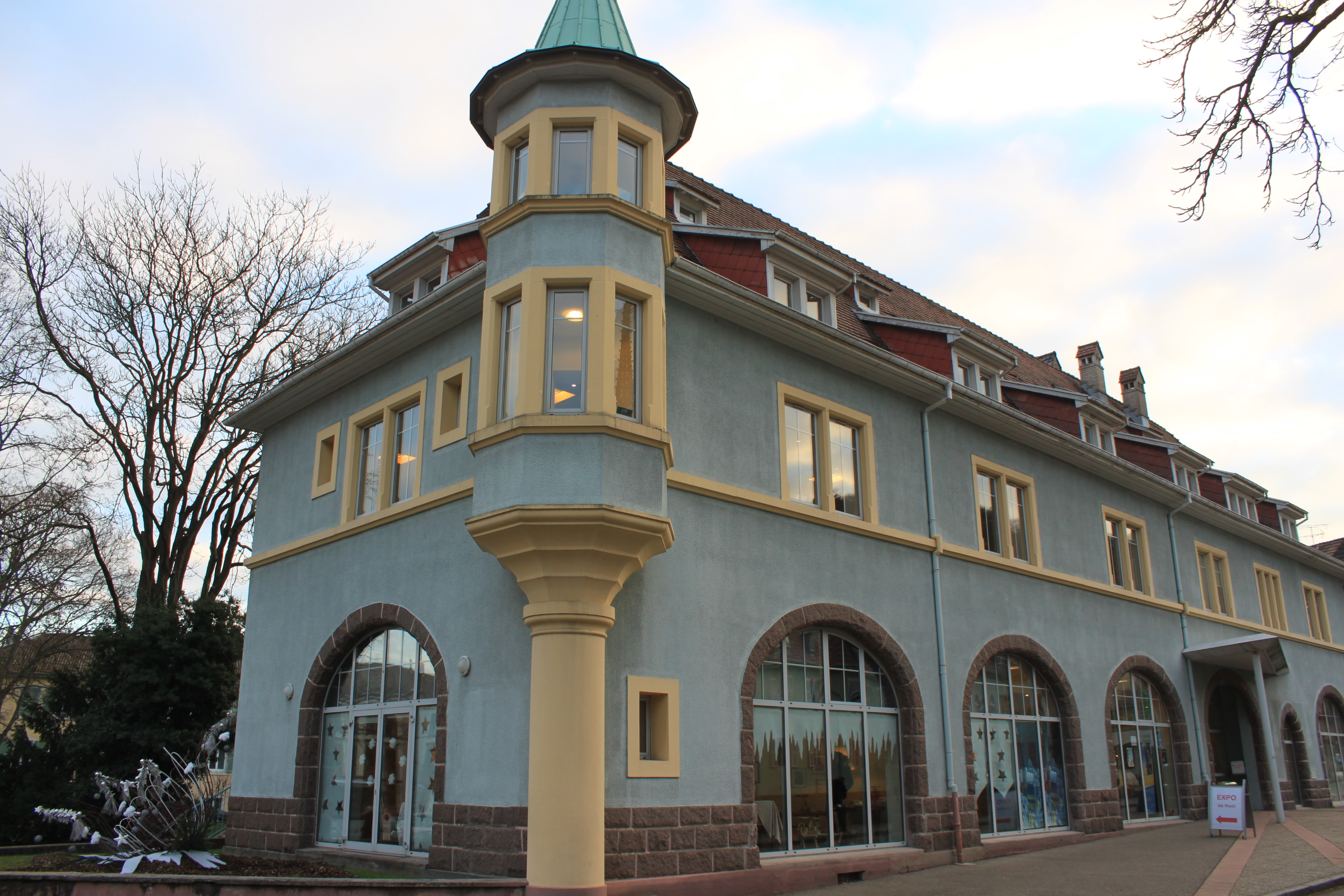
坦恩多媒体中心

### 教育
坦恩属于斯特拉斯堡学区。截至2021年1月1日，坦恩境内共有3所幼儿园、3所小学、2所初级中学、1所普通高中和1所职业高中。2021至2022学年度，坦恩境内共有在校中等教育阶段学生2,217名。

### 医疗
截至2021年1月1日，坦恩境内共有全科医生9名、保健师10名、牙医11名、护士21名、皮肤科医生1名、助产士2名和妇科医生2名。境内共有药房3家、残疾人帮扶中心4家。
坦恩是“米卢斯-南阿尔萨斯地区医疗集团”（Groupe Hospitalier de la région de Mulhouse et Sud Alsace）的服务范围，后者是法国的一个区域性医疗机构，该机构在坦恩市区设有含159个床位的圣雅克医院（Hôpital Saint-Jacques）。
蒂尔-多莱尔综合诊疗中心（La Polyclinique Thur-Doller）创建于2016年，是一座位于坦恩的私立医疗机构。

### 住房
2019年，坦恩境内共有各类住房4,252套，其中35.3%为独立式居民区，64.3%为集中式居民区。常住房屋占坦恩市镇范围内居民建筑总量的85.4%。
在住房保障政策方面，2021年，坦恩境内共有915户家庭获得了住房经济补助，受益人数占总人口数量的11.8%，其中877份为房租补助。
坦恩市政府于2019年颁布了地方性城市规划纲要，为当地的住房建设提供了指导性意见。

### 商业
2021年，坦恩境内共有各类实体商铺155家，其中餐厅21家、大型超市1家、杂货店3家、面包房10家、肉铺2家、书店1家、装饰品店1家、银行门店7家、美容美发店10家、汽车维修店8家。镇中心建有家乐福及Match便民购物超市。

### 体育
2021年，坦恩境内共有1家游泳池、5间体育馆、1座综合体育场、6处网球场、3处足球或橄榄球场以及4处篮球或排球场。
截至2023年7月，坦恩足球俱乐部（Thann Football Club 2017，编号582438）是坦恩境内唯一的一家注册足球俱乐部，该队成立于2017年7月，其主队2022至2023赛季参加上莱茵省足球联赛丙组（法国第十一级别），其主场为亨利·朗球场（Stade Henri Lang）。

### 环境
坦恩的环境事务由其所属的坦恩-塞尔奈市镇公共社区联合各级政府协调负责。2021年，坦恩境内共有4家污染企业。

### 治安
2021年，坦恩市镇范围内共有1处宪兵队。
坦恩及其附近的共75个市镇是苏尔茨-盖布维莱尔国家宪兵队（zone gendarmerie de Soultz-Guebwiller）的管辖范围。2020年，该宪兵队累计记录各类案件3,433起，其中盗窃类案件1,330起，经济类案件572起，毒品交易类案件149起。

## 文化
2021年，坦恩境内共有1家剧场、1家电影院和1家博物馆。坦恩境内建有多媒体中心，每周二至六向公众开放。

### 建筑
坦恩境内有多处历史建筑，其中圣蒂耶博大教堂高78.14米，是阿尔萨斯地区第二大哥特式教堂；坦恩城墙、昂热尔堡城堡遗址等亦为法国国家文物保护单位。

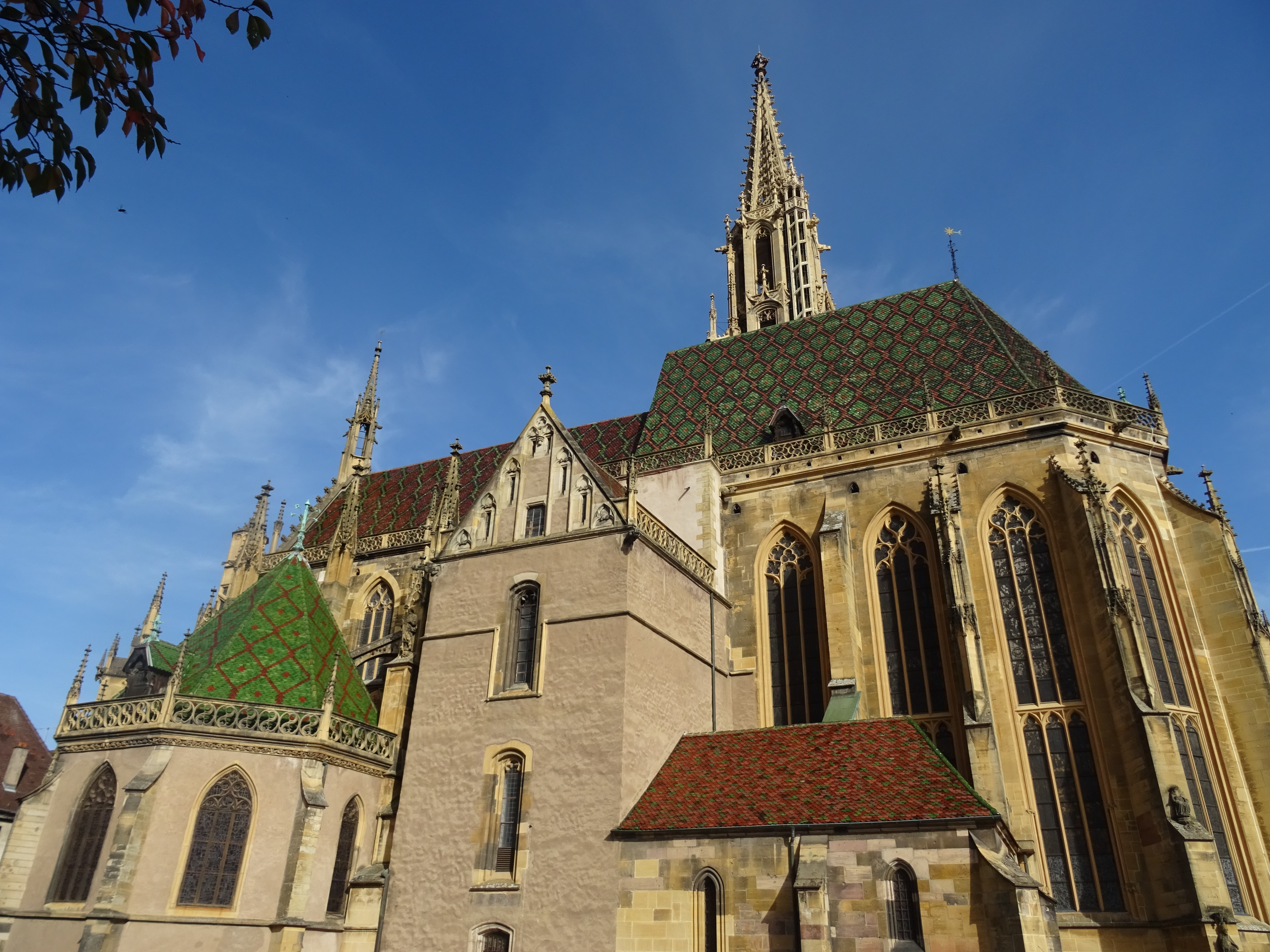
圣蒂耶博大教堂（法语：Collégiale Saint-Thiébaut de Thann）
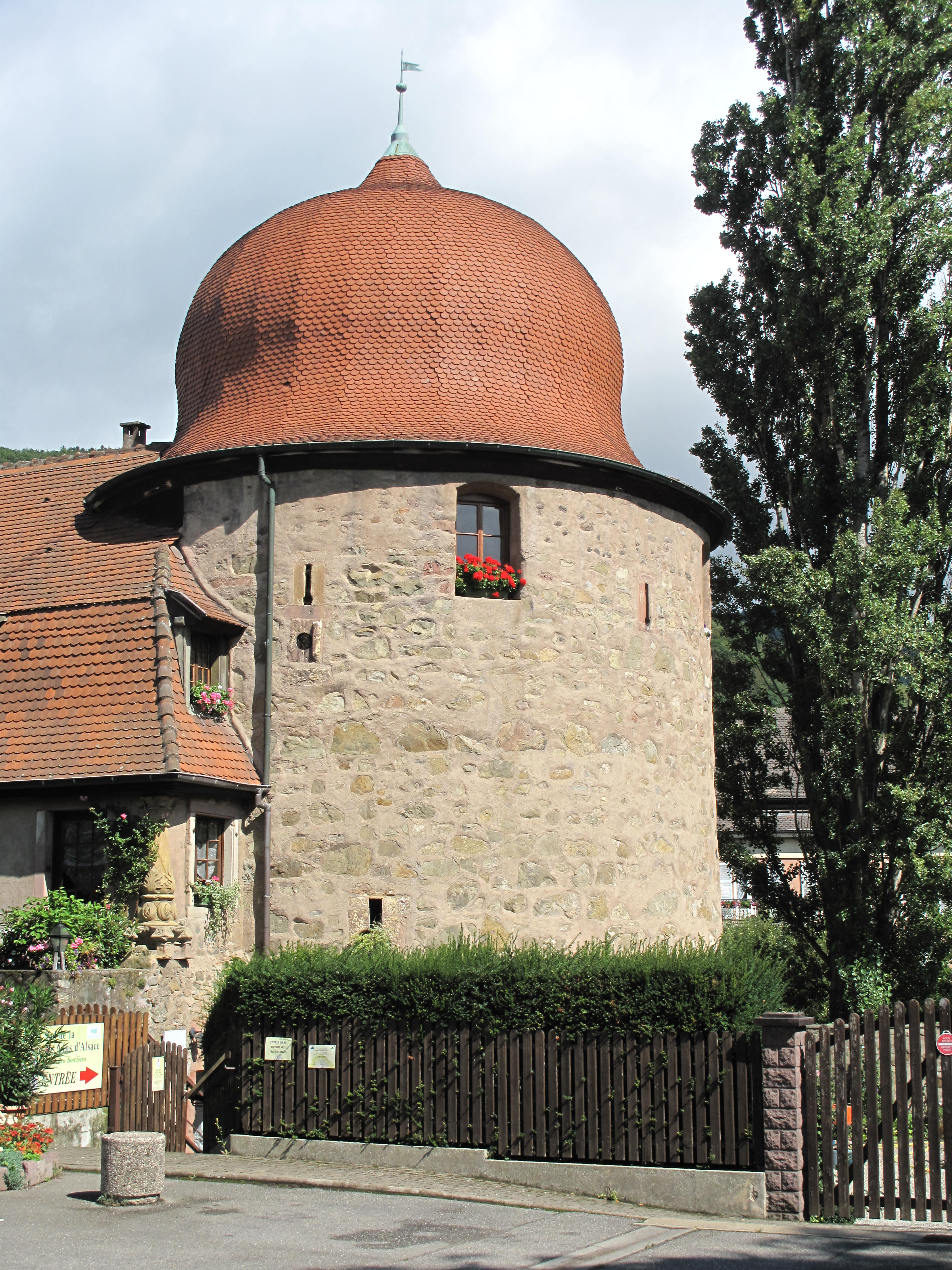
巫女塔 坦恩城墙
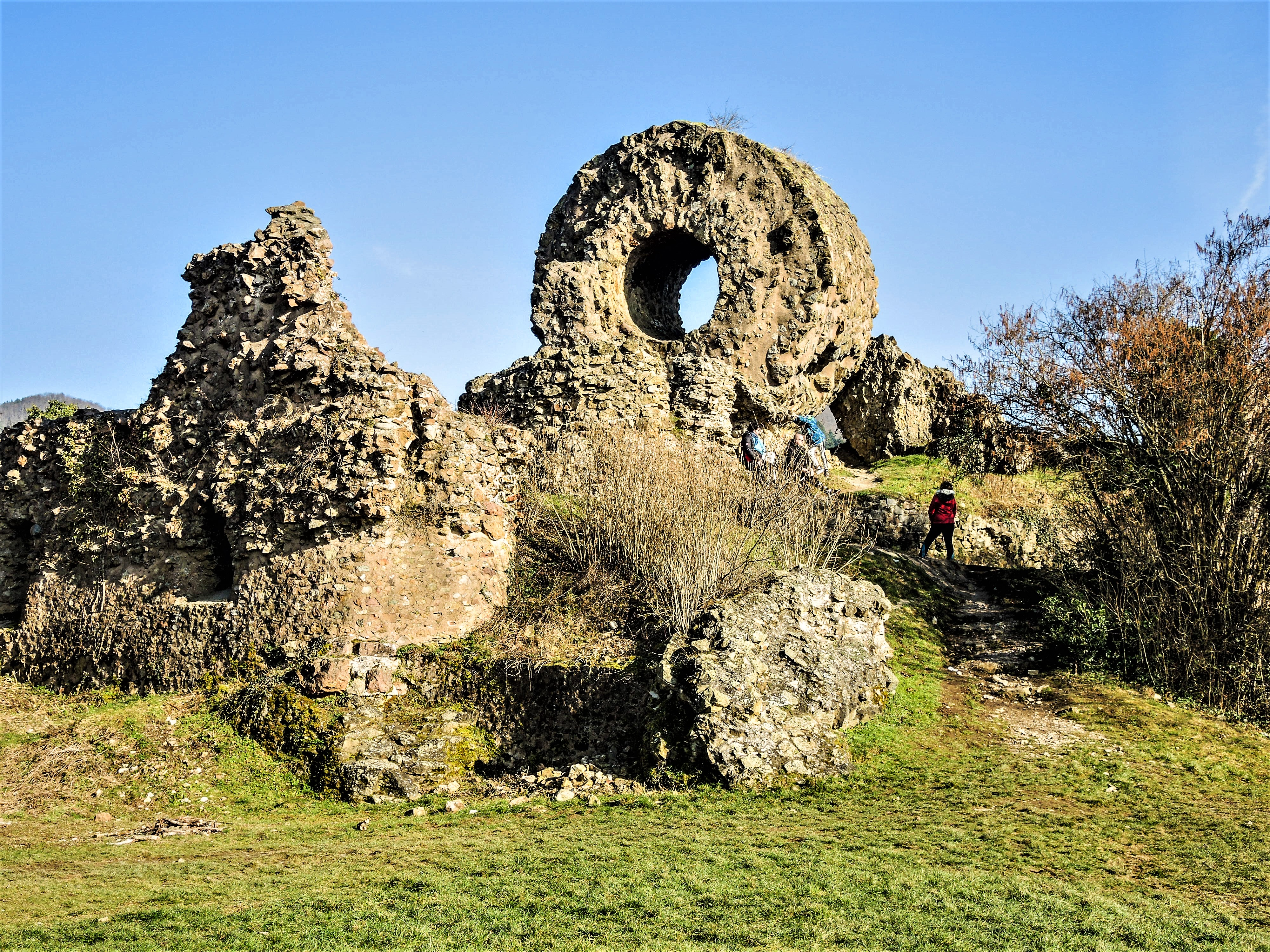
巫女之眼
昂热尔堡城堡（法语：Château d'Engelbourg）遗址
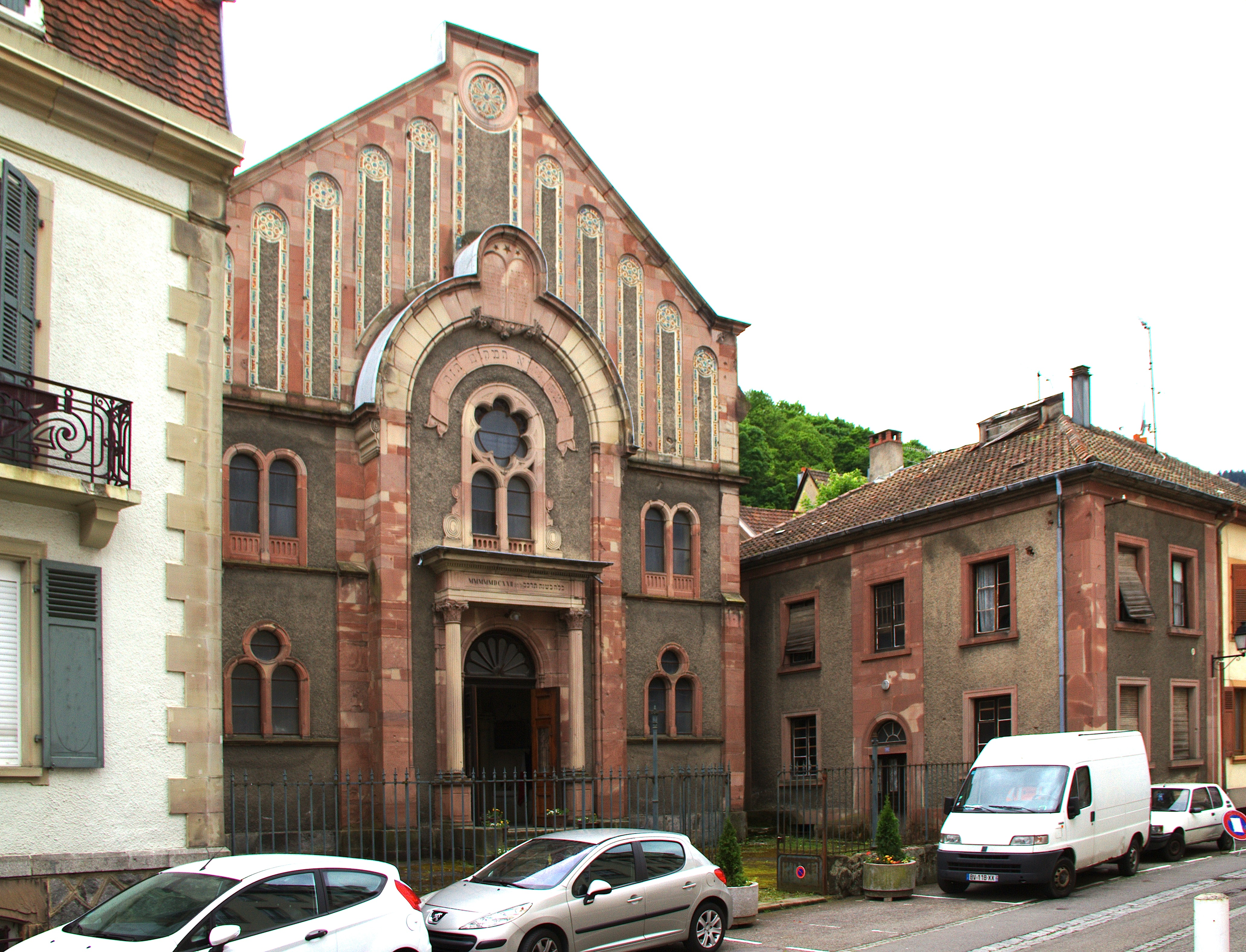
犹太教堂（法语：Synagogue de Thann）
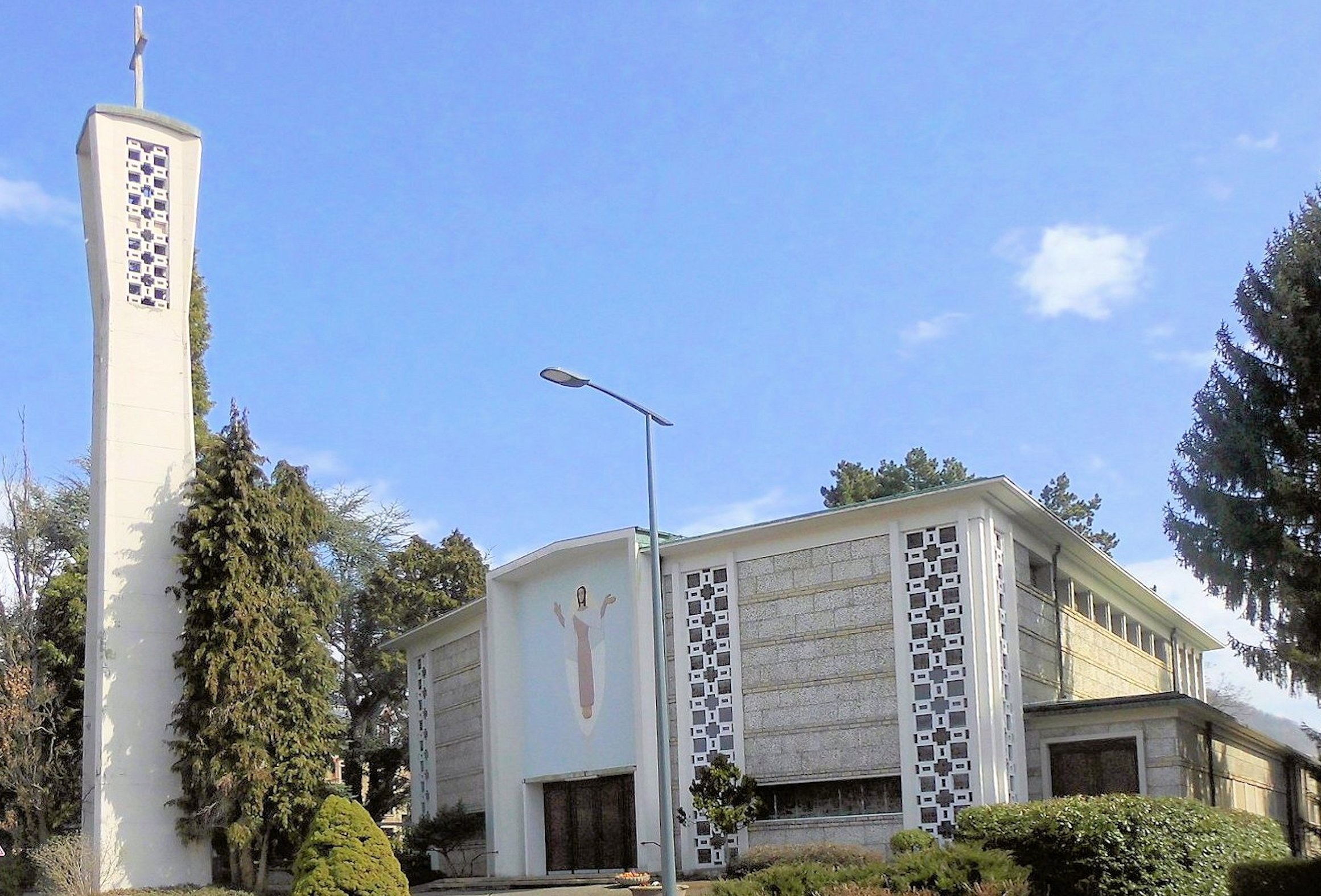
圣庇护十世教堂
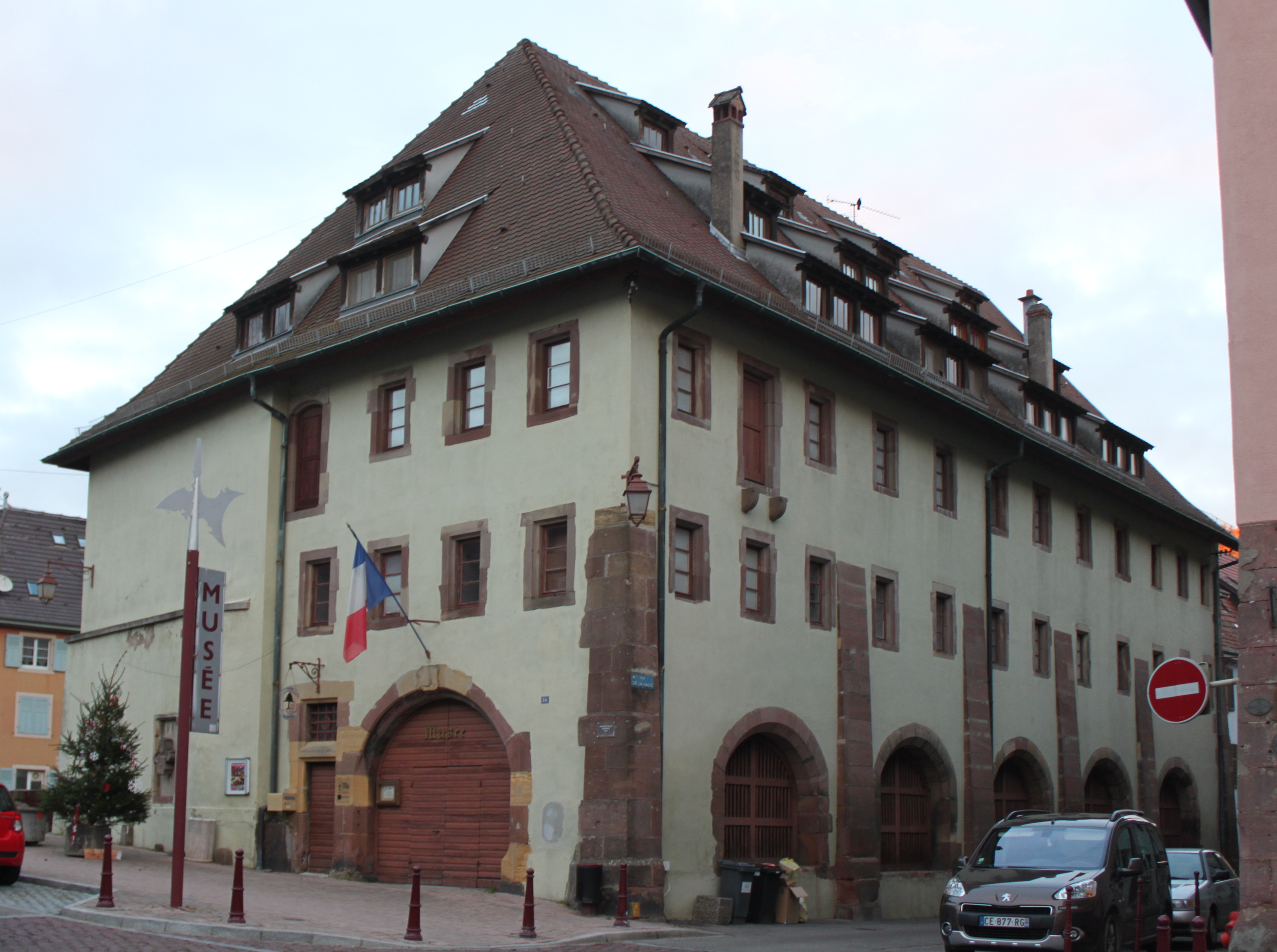
小麦集市大堂（法语：Halle aux blés de Thann）
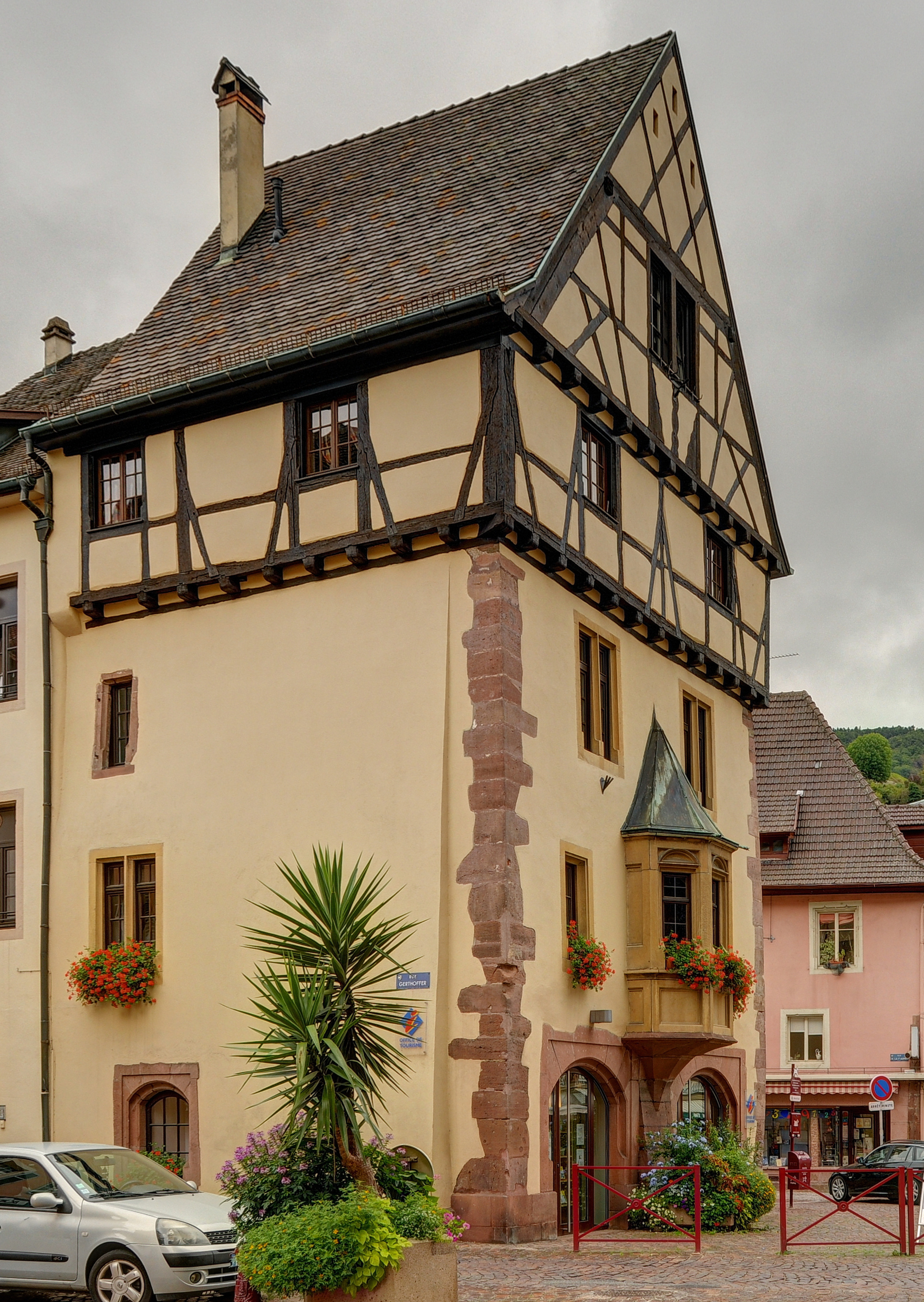
埃拉尔大楼（法语：Maison Ehrhard）
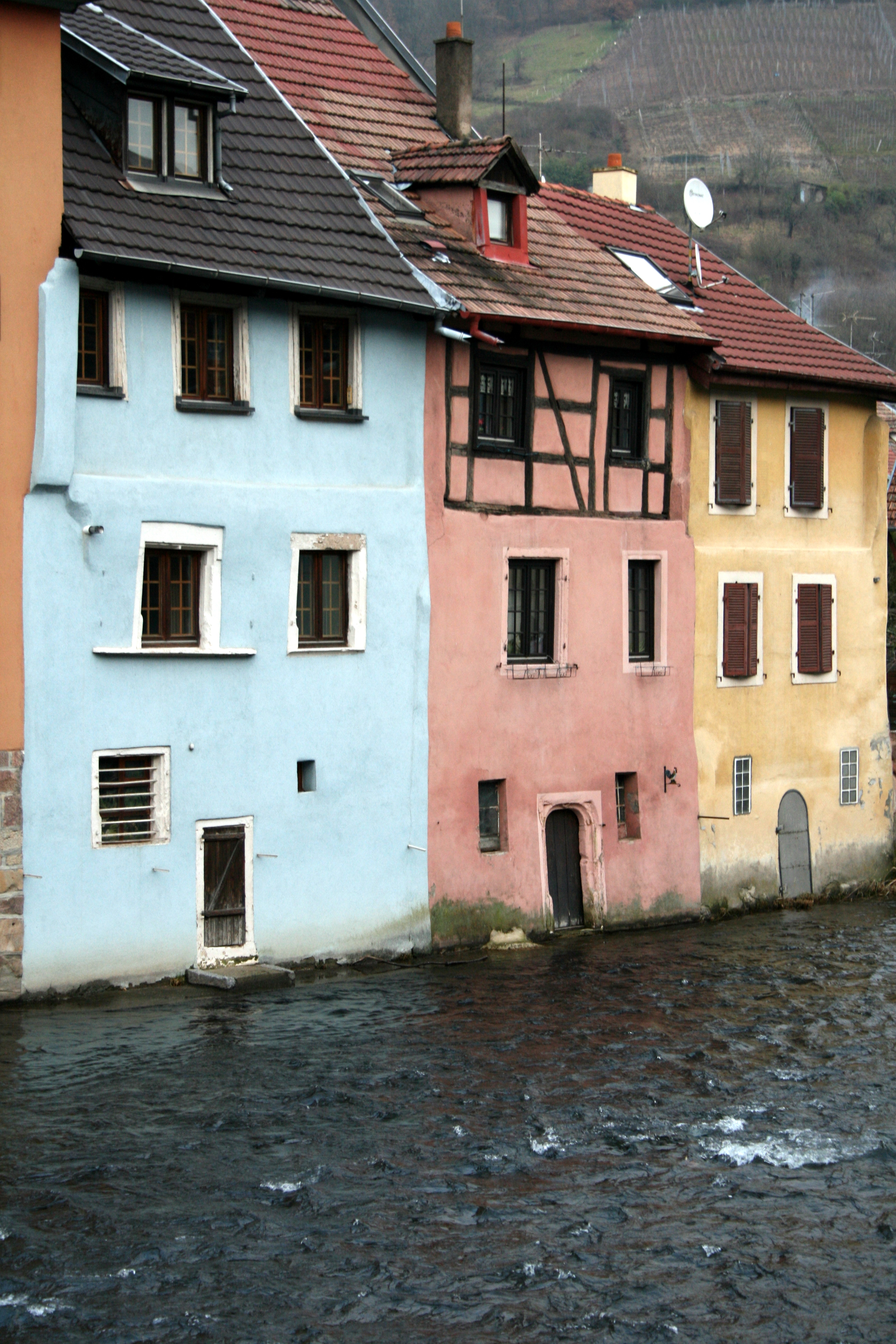
河畔民居

### 旅游

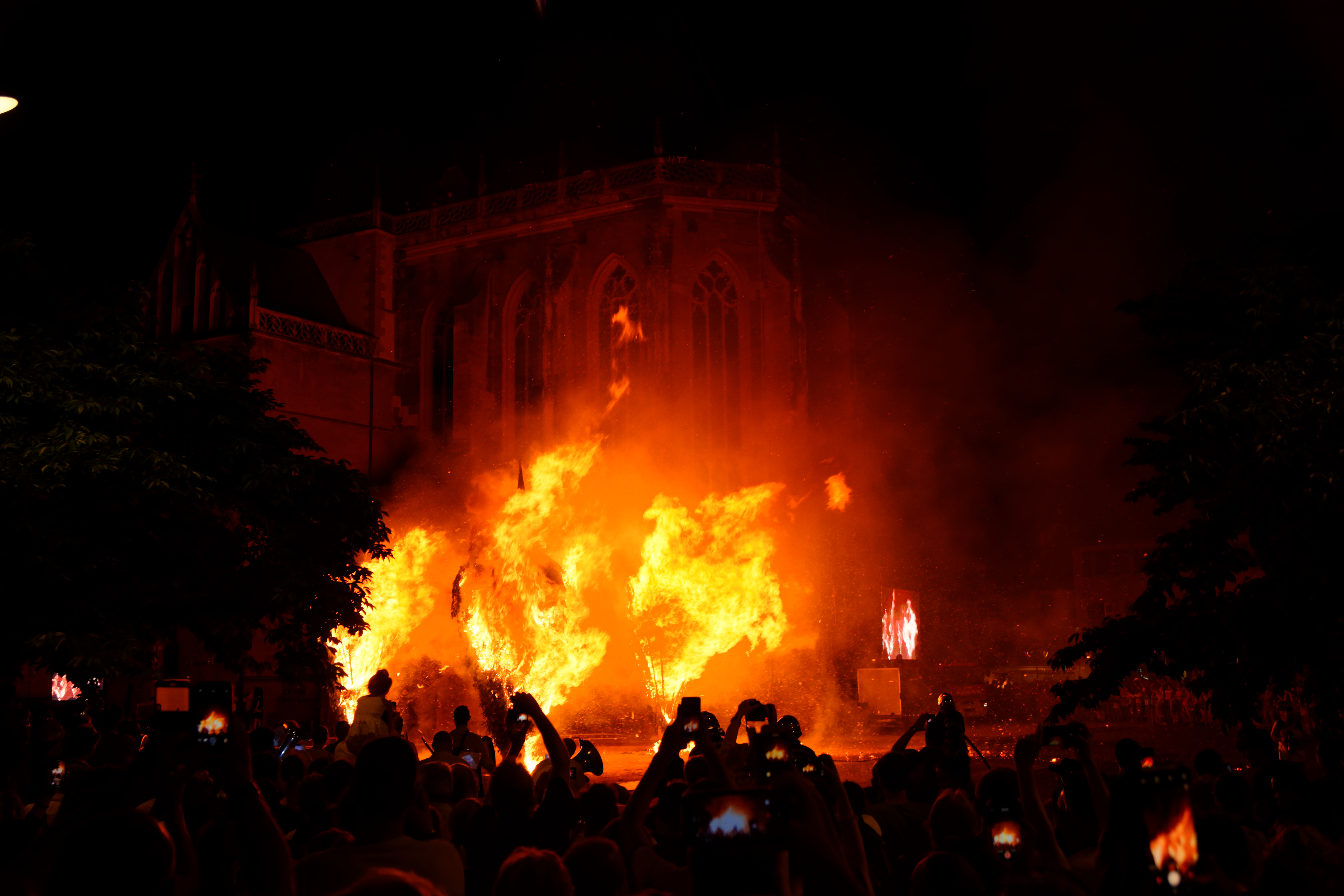
烧三颗松树活动（2019年）

坦恩的旅游事务由其所属的坦恩-塞尔奈市镇公共社区负责。2022年，坦恩境内共有6家酒店共计115间房间。

### 媒体
法国主要的媒体均可在坦恩接收，法国电视三台下属的大东部大区频道在部分时段播出坦恩所在上莱茵省的地方新闻。《阿尔萨斯报》、《阿尔萨斯最新消息》、阿尔萨斯电视台、蓝色法兰西阿尔萨斯广播等是当地主要的地方性媒体。

### 民俗活动
每年6月30日，坦恩圣蒂耶博大教堂附近将举办烧三颗松树活动，以纪念天主教圣人乌巴尔德。

## 相关人物
法国画家马塞尔·里代尔、夏尔·菲利热、心理学家勒内·拉福尔格和女数学家埃利萨贝特·吕茨出生于坦恩。

## 友好城市
截至2023年7月，坦恩共与三座城市建立了友好城市关系：
- 義大利 古比奥（1958年）
- 法國 托南斯（1997年）
- 德国 锡格马林根（2022年）[64]